# Challenger de Cali 2024
El torneo Cali Open 2024, denominado por razones de patrocinio Directv Open Cali fue un torneo de tenis perteneció al ATP Challenger Tour 2024 en la categoría Challenger 75. Se trató de la 3ª edición; el torneo tuvo lugar en la ciudad de Cali (Colombia), desde el 16 hasta el 22 de septiembre de 2024 sobre pista dura bajo techo de tierra batida al aire libre.

## Jugadores participantes del cuadro de individuales
| Preclasificado | País                 | Jugador                    | Rank1 | Posición en el torneo |
| 1              | Bandera de Argentina | Thiago Agustín Tirante     | 97    | Segunda ronda         |
| 2              | Bandera de Bolivia   | Hugo Dellien               | 107   | Semifinales           |
| 3              | Bandera de Argentina | Román Andrés Burruchaga    | 125   | Segunda ronda, retiro |
| 4              | Bandera de Bolivia   | Murkel Dellien             | 183   | Primera ronda         |
| 5              | Bandera de Argentina | Juan Manuel Cerúndolo      | 185   | Segunda ronda         |
| 6              | Bandera de Argentina | Facundo Mena               | 190   | Primera ronda         |
| 7              | Bandera de Francia   | Enzo Couacaud              | 211   | Cuartos de final      |
| 8              | Bandera de Argentina | Santiago Rodríguez Taverna | 226   | Segunda ronda         |

- 1 Se ha tomado en cuenta el ranking del 9 de septiembre de 2024.

### Otros participantes
Los siguientes jugadores recibieron una invitación (wild card), por lo tanto ingresan directamente al cuadro principal (WC):
- Frazier Rengifo
- Johan Alexander Rodríguez
- Pavlos Tsitsipas

Los siguientes jugadores ingresan al cuadro principal tras disputar el cuadro clasificatorio (Q):
- Juan Carlos Aguilar
- Peter Bertran
- Juan Sebastián Gómez
- Samuel Heredia
- Wilson Leite
- Juan Ignacio Londero

## Campeones

### Individual Masculino
- Juan Pablo Ficovich derrotó en la final a  Gonzalo Bueno por 6–1, 6–4

### Dobles Masculino
- Juan Carlos Aguilar /  Conner Huertas del Pino derrotaron en la final a  Juan Sebastián Gómez /  Johan Alexander Rodríguez por 5–7, 6–3, [10–7]